# Tibiao
Tibiao (officiellement municipalité de Tibiao : en Kinaray-a Banwa kang Tibiao ; en hiligaïnon Banwa sang Tibiao ; en tagalog : Bayan ng Tibiao) est une municipalité de quatrième classe de la province d’Antique, aux Philippines.
Lors du recensement de 2020, sa population compte 28 703 habitants.

## Géographie
Tibiao est l'une des dix-huit municipalités de la province d'Antique, sur l'île de Panay, dans la région des Visayas occidentales au centre des Philippines ; c'est une municipalité côtière, située sur la côte ouest de l'île, au bord de la mer de Sulu, à 75 kilomètres au nord de San Jose de Buenavista, chef-lieu de la province.
D'une superficie totale de 177,42 kilomètres carrés, Hamtic est divisée administrativement en 21 barangays (districts) :
- Alegre (Lawihaw)
- Amar (Sangyadan)
- Bandoja (Lupa-an)
- Castillo (Igtonarum)
- Esparagoza (Ungyon)
- Importante (Balantian)
- La Paz (Langawon)
- Malabor (Burok Burok)
- Martinez (Lamnugan)
- Natividad (Kulangi)
- Pitac (San Dionisio)
- Poblacion
- Salazar (Mamara / Hinonghinong)
- San Francisco Norte (Tumangtang)
- San Francisco Sur (Butarog)
- San Isidro (Gingay)
- Santa Ana (Payatpat)
- Santa Justa (Kubay)
- Santo Rosario (Karapunan)
- Tigbaboy
- Tuno

## Histoire
Tibiao au XIXe siècle fait partie avec Barbaza du pueblo (village) de Nalupa.